# Alexandra Cordes
Alexandra Cordes (Pseudonym für Ursula Schaake, verheiratete Ursula Horbach, weitere Pseudonyme: Christa Bach, Jennifer Morgan; * 16. November 1935 in Bonn; † 27. Oktober 1986 in Châteauneuf-du-Pape) war eine deutsche Schriftstellerin.

## Leben
Ursula Schaake entstammte einer Hugenottenfamilie und wuchs mit ihren beiden Geschwistern in Bonn auf. Nach dem Besuch des Gymnasiums volontierte sie ab 1954 im Bonner Büro der Times. Sie arbeitete als Korrespondentin für verschiedene deutsche Zeitungen, u. a. Die Welt und Hamburger Abendblatt.
1958 heiratete sie den Journalisten Michael Horbach, der sie zum Schreiben von Romanen anregte. Ursula Horbachs erzählerische Werke, die seit den Siebzigerjahren überwiegend unter dem Pseudonym Alexandra Cordes erschienen und von der Literaturkritik als Trivialliteratur eingestuft wurden, wurden häufig zuerst als Fortsetzungsromane in Illustrierten wie Bunte und Revue veröffentlicht und anschließend in Buchausgaben. Mit der Trilogie Sag mir auf Wiedersehen, Geh vor dem letzten Tanz und Frag nie nach dem Ende, einer Familiensaga, die auf Tonbandprotokollen ihrer Großmutter basiert, erzielte Cordes ihren größten Erfolg. Die Gesamtauflage ihrer Werke betrug Mitte der Achtzigerjahre mehr als 15 Millionen verkaufte Exemplare und machte sie damit zu einer der erfolgreichsten deutschen Autorinnen ihrer Zeit.
Mitte der Siebzigerjahre verlegte das Ehepaar Horbach seinen Wohnsitz in die Provence, wo es auf einem großzügigen Landgut in Châteauneuf-du-Pape lebte. Michael Horbach erschoss in der Nacht zum 27. Oktober 1986 seine Frau mit einem Revolver aus seiner Waffensammlung. Einige Stunden später richtete er die Waffe gegen sich selbst und starb wenige Tage danach an den Folgen des Kopfschusses.

## Werke
Als Ursula Schaake
- Meine schwarze Schwester. Lichtenberg Verlag, München 1963.
- Die entzauberten Kinder. Hestia Verlag, Bayreuth 1963.
- Liebe, die zu früh begann. Lichtenberg Verlag, München 1964.
- Geschwister der Sünde. Moewig, München 1966.
- Glück ist wie Glas. Bastei-Verlag, Bergisch Gladbach 1967.
- Begegnung in der Nacht. Bastei-Verlag, Bergisch Gladbach 1967.
- Nimm eine Handvoll Sterne. Bastei-Verlag, Bergisch Gladbach 1968.
- Zwölf Tage im August. Hestia Verlag, Bayreuth 1969.
- Nach all diesen Jahren. Bastei-Verlag Lübbe, Bergisch Gladbach 1969.
- Ihre bittere Liebe. Bastei-Verlag Lübbe, Bergisch Gladbach 1969.
- Saat der Sünde. Moewig, München 1970.
- Mata Mata: Rick Hardts Abenteuer in Afrika. Hestia Verlag, Bayreuth 1971.
  - Neuausgabe: Wilde Freunde: Die Abenteuer des Rick Hardt. Goldmann Verlag, München 1977, ISBN 3-442-03524-4. (als Alexandra Cordes)
- Vergiss mich, Marion. Schneekluth-Verlag, München 1977, ISBN 3-7951-3017-4.
- Bittersüsse Jahre. Schneekluth-Verlag, München 1978, ISBN 3-7951-0365-7.
- Eine Frau mit Vergangenheit. Heyne Verlag, München 1980, ISBN 3-453-01168-6.
- Irrweg einer Liebe. Goldmann Verlag, München 1981, ISBN 3-442-26131-7.
- Spiel mit dem Feuer. Goldmann Verlag, München 1982, ISBN 3-442-06490-2.
- Das wolkenlose Fenster. Heyne Verlag, München 1982, ISBN 3-453-01462-6.
- An einem Tag im letzten Sommer. Goldmann Verlag, München 1982, ISBN 3-442-06514-3.

Als Alexandra Cordes
- Und draussen blüht der Jacarandabaum. Juncker, München; Wien; Zürich 1970, ISBN 3-7796-6008-3.
- Die Nacht der Katzen. Juncker, München; Wien; Zürich 1970.
- Wenn die Drachen steigen. Schneekluth-Verlag, München 1974, ISBN 3-7951-0279-0.
- Eine Tote will nicht sterben. Heyne Verlag, München 1974, ISBN 3-453-11113-3.
- Sag mir Auf Wiedersehen: Die ganze Fülle eines Lebens. Schneekluth-Verlag, München 1975, ISBN 3-7951-0302-9.
- Geh vor dem letzten Tanz. Schneekluth-Verlag, München 1976, ISBN 3-7951-0323-1.
- Das Haus im Marulabaum. Schneekluth-Verlag, München 1977, ISBN 3-7951-0352-5.
- Haus der Träume. Goldmann Verlag, München 1978, ISBN 3-442-03703-4.
- Frag nie nach dem Ende. Schneekluth-Verlag, München 1978, ISBN 3-7951-0540-4.
- Die Buschärztin. Goldmann Verlag, München 1978, ISBN 3-442-03645-3.
- Und draussen sang der Wind. Schneekluth-Verlag, München 1978.
- Ein Lächeln im Herbst. Schneekluth-Verlag, München 1979, ISBN 3-7951-0599-4.
- Das Lied von Liebe und Tod. Goldmann Verlag, München 1979, ISBN 3-442-03898-7.
- Das Kind des anderen. Goldmann Verlag, München 1979, ISBN 3-442-03830-8.
- Der Sehnsucht andere Seite. Heyne Verlag, München 1979, ISBN 3-453-01001-9.
- Liebe kennt keine Jahre. Schneekluth-Verlag, München 1980, ISBN 3-7951-0653-2.
- Ich will mit dir allein sein. Goldmann Verlag, München 1980, ISBN 3-442-03908-8.
- Gefährliche Liebe. Goldmann Verlag, München 1980, ISBN 3-442-03969-X.
- Der Engel mit den schwarzen Flügeln. Goldmann Verlag, München 1980, ISBN 3-442-03868-5.
- Am Tag nach den Flitterwochen. Heyne Verlag, München 1980, ISBN 3-453-01186-4.
- Sehnsucht ist mehr als ein Traum. Goldmann Verlag, München 1981, ISBN 3-442-06336-1.
- Dunkle Nacht, heller Tag. Goldmann Verlag, München 1981, ISBN 3-442-06307-8.
- Die zweite Frau. Heyne Verlag, München 1981, ISBN 3-453-01359-X.
- Die Umarmung. Schneekluth-Verlag, München 1981, ISBN 3-7951-0745-8.
- mit Michael Horbach: Der Gesang von Liebe und Hass. Engel, München 1981.
- Auf dem Weg in die Nacht. Goldmann Verlag, München 1981, ISBN 3-442-06433-3.
- Anna Maria. Heyne Verlag, München 1981, ISBN 3-453-01271-2.
- Traum der Tränen. Heyne Verlag, München 1982, ISBN 3-453-01536-3.
- Nächte der Sehnsucht. Goldmann Verlag, München 1982, ISBN 3-442-06396-5.
- Die sieben Sünden. Heyne Verlag, München 1982, ISBN 3-453-01650-5.
- Des Lebens süsse Seite. Goldmann Verlag, München 1982, ISBN 3-442-06469-4.
- Das gläserne Glück. Goldmann Verlag, München 1982, ISBN 3-442-06504-6.
- Spuren in der Wüste. Goldmann Verlag, München 1983, ISBN 3-442-06548-8.
- Rechtsanwalt Dr. M. Heyne Verlag, München 1983, ISBN 3-453-01592-4.
- Psychiater Dr. R.; Treffpunkt Hansa Hotel; 2 Romane in einem Band. Heyne Verlag, München 1983, ISBN 3-453-01834-6.
- Liebe unter fremden Dächern. Goldmann Verlag, München 1983, ISBN 3-442-06534-8.
- Einmal noch nach Hause. Schneekluth-Verlag, München 1983, ISBN 3-7951-0707-5.
- Drei Sterne sah ich leuchten. Heyne Verlag, München 1983, ISBN 3-453-01684-X.
- Die Nacht der Versuchung. Goldmann Verlag, München 1983, ISBN 3-442-06620-4.
- Das Zauberkind. Heyne Verlag, München 1983, ISBN 3-453-01756-0.
- mit Michael Horbach: Auf deinen Lippen das Paradies. Heyne Verlag, München 1983, ISBN 3-453-01604-1.
- Traum von der ewigen Jugend. Heyne Verlag, München 1984, ISBN 3-453-01996-2.
- Hunde aus Porzellan. Goldmann Verlag, München 1984, ISBN 3-442-06730-8.
- Der Sehnsucht seltsame Wege. Goldmann Verlag, München 1984, ISBN 3-442-06542-9.
- Das Traumschloss. Heyne Verlag, München 1984, ISBN 3-453-02036-7.
- Das Jahr danach. Heyne Verlag, München 1984, ISBN 3-453-01893-1.
- Sag mir, wo die Männer sind: Auf der Suche nach dem anderen Geschlecht. Droemersche Verlagsanstalt Knaur, München 1985, ISBN 3-426-01304-5.
- Lorna und das grosse Abenteuer. Heyne Verlag, München 1985, ISBN 3-453-02116-9.
- mit Michael Horbach: Heimat. Herbig-Verlag, München; Berlin 1985, ISBN 3-7766-1338-6.
- Der Mann aus der Fremde. Heyne Verlag, München 1985, ISBN 3-453-02074-X.
- Das dritte Leben. Goldmann Verlag, München 1985, ISBN 3-442-06871-1.
- Am Ende aller Flucht. Goldmann Verlag, München 1985, ISBN 3-442-06768-5.
- Die Lady. Schneekluth-Verlag, München 1986, ISBN 3-7951-1008-4.
- Der Hoteldetektiv. Heyne Verlag, München 1986, ISBN 3-453-02315-3.
- Der Buschpilot. Heyne Verlag, München 1986, ISBN 3-453-02377-3.
- Eiko: Mit dem Blick auf die Jahre, die uns noch bleiben. Droemersche Verlagsanstalt Knaur, München 1987, ISBN 3-426-01549-8.
- Kein Leben ohne Liebe. Heyne Verlag, München 1988, ISBN 3-453-02520-2. (beinhaltet Stationen der Liebe und Liebe in Gefahr)

## Herausgeberschaft
- Die schönsten Weihnachtsgeschichten der Welt. Goldmann Verlag, München 1977, ISBN 3-442-03510-4.